# La Chapelle-du-Châtelard
La Chapelle-du-Châtelard es una comuna francesa situada en el departamento de Ain, de la región de Auvernia-Ródano-Alpes.

## Demografía
| 237 | 210 | 202 | 242 | 247 | 263 | 276 | 375 | 394 |
| Para los censos de 1962 a 1999 la población legal corresponde a la población sin duplicidades (Fuente: INSEE [Consultar]) |     |     |     |     |     |     |     |     |